# Miura Haruma
Miura Haruma (三浦 春馬; Hepburn: Miura Haruma; 1990. április 5. – 2020. július 18.) japán színész, énekes.

## Élete és pályafutása
Gyerekszínészként kezdte pályafutását, az NHK Agri című televíziós sorozatában, hétévesen. 2007-ben a Koizora című filmben kapott szerepet. 2008-ban a Naoko című filmben játszott, melyért elnyerte a legjobb újoncnak járó díjat a 63. Mainicsi-díjátadón. 2008-ban a Japán Filmakadémia díját is megkapta.
2020. július 18-án minatói otthonában találtak rá, felakasztotta magát.